# Honzík a Samuel aneb kudy vede cesta na sever
Honzík a Samuel aneb kudy vede cesta na sever je český animovaný televizní seriál z roku 2005 vysílaný v roce 2005 v rámci Večerníčku, kdy byla vysílána 1. série. Druhá série byla natočena a vysílána v roce 2006. Seriál byl režírovaný Ivanem Renčem. Hudbu složil Jaroslav Uhlíř. Celkem bylo natočeno 13 epizod, v délce po 7 až 8 minut.